# Myrcia urbaniana
Myrcia urbaniana là một loài thực vật có hoa trong Họ Đào kim nương. Loài này được Burret mô tả khoa học đầu tiên năm 1941.